# Вишенка (река)
Вишенка (укр. Вишенка) — река в Самборском и Яворовском районах Львовской области Украины. Левый приток реки Вишня (бассейн Вислы).
Длина реки 20 км, площадь бассейна 68 км². Русло слабоизвилистое, в некоторых местах канализированное, дно преимущественно илистое.
Берёт начало в селе Вишенка, течёт на восток и юго-восток.